# Cita con ángeles
Cita con ángeles es el decimoquinto álbum del cantautor cubano Silvio Rodríguez.
El disco aparece dedicado a su hija Malva y a su nieto Diego, que acababa de nacer en el momento en que se grabó el disco.
Al contrario de lo que ocurre en la mayoría de sus discos, en esta ocasión la totalidad de las canciones habían sido compuestas recientemente. 
En estas hay múltiples referencias a la invasión de Irak, al 11 de septiembre y críticas a la política de George W. Bush (con referencias también a Tony Blair y a José María Aznar).

## Lista de canciones
1. Mi casa ha sido tomada por las flores - 3:57
2. Cita con ángeles - 6:08
3. Camelot - 4:02
4. Pedacito de papel al viento - 2:20
5. Sinuhé - 6:08
6. Letra de piel - 1:51
7. Alabanzas - 4:29
8. Leyenda de los dos amantes - 3:21
9. Quiero cantarte un beso - 5:00
10. Verónica del mar - 2:51
11. Qué se yo (nana) - 1:54

## Músicos
- Silvio Rodríguez - Voz, guitarra, teclados, armónica y coros.
- Niurka González - Flauta y clarinete. Teclados en Camelot.
- Pancho Amat - Cuatro cubano y percusión en Mi casa ha sido tomada por las flores, Leyenda de los dos amantes y Quiero cantarte un beso.
- José María Vitier - Teclado en Mi casa ha sido tomada por las flores
- Kathelee Hernández Curbelo - Coros infantiles en Mi casa ha sido tomada por las flores
- Carmen Rosa López - Dirección vocal en Mi casa ha sido tomada por las flores
- Frank Fernández - Teclado (arpa céltica) en Cita con ángeles
- Ilmar López-Gavilán - Violín en Cita con ángeles
- Leo Brouwer - Guitarra flamenca en Cita con ángeles
- Chucho Valdés - Órgano en Cita con ángeles
- Juan Formell - Contrabajo eléctrico en Cita con ángeles
- Tata Güines - Tumbadoras en Cita con ángeles
- Vicente Feliú, Noel Nicola y Amaury Pérez - coros en Cita con ángeles

## Créditos
- Grabado, mezclado y masterizado en los estudio de grabación Ojalá, (La Habana, Cuba) entre enero y julio de 2003
- Letra y música: Silvio Rodríguez.
- Producción, dirección musical y arreglos: Silvio Rodríguez